# René Bellanger
Pour les articles homonymes, voir Bellanger.
Charles René Bellanger, né le 2 décembre 1895 à Angicourt (Oise) et mort le 5 décembre 1964 à Paris, est un peintre français.

## Biographie

### Les premières années
Fils de Charles Bellanger (1871-1947), employé à la SNCF, et de Marie Pervillé (1873-1960), son enfance se passe dans l'Oise. En 1909, alors qu'il est déjà passionné de peinture, René Bellanger rencontre  pendant ses grandes vacances l'artiste peintre Diogène Maillart en train de travailler dans l’église d'Angicourt, c'est en le regardant qu'il décide de devenir peintre, mais ses parents s'opposent à son projet et lui font faire des études de dessin industriel.
Lors de la mobilisation de 1914, il s'engage dans l'armée et est affecté au 21e génie. Ses lettres de l'époque révèlent qu'il trouve le temps de pratiquer le dessin et la gravure au cantonnement et parfois dans les tranchées. Après l'armistice de 1918, il découvre les provinces reconquises et peint les bords de l'Ill, les maisons alsaciennes. Il rencontre à Strasbourg Marie Lucie Zumsteg qui deviendra sa femme en 1923 et avec laquelle il s'installera à Dreux. Elle sera pour lui la compagne idéale, le secondant et laissant la liberté indispensable à son œuvre d'artiste.
En 1919, toujours sous les drapeaux, il est envoyé en Rhénanie et y fait ses débuts de paysagiste.
Mécanicien, il vit avec son frère, Raymond, électricien, à La Neuville-en-Hez (Oise) quand il s'installe à Dreux en 1923, pour y acheter avec celui-ci de la Société Coopérative anonyme de culture mécanique un commerce de machines agricoles et un atelier. Sa société, située rue aux Prêtres, puis boulevard Pasteur à Dreux, se nomme "Grands Ateliers des Bléras, Bellanger frères et compagnie" il y vend aussi du matériel agricole neuf (tracteurs, charrues brabants, herses, pulvérisateurs, arracheuses, concasseurs, haches-paille, etc.). Dans les années 60, les établissements Bellanger frères ouvrent à Dreux, Grande Rue Maurice-Viollette et à Évreux 46, rue du Docteur-Oursel, un magasin de vente de matériel électroménager de la marque Frigidaire.
La proximité de Paris lui permet de conserver des contacts avec les milieux artistiques de la capitale. Lors d'une partie de chasse, il rencontre le peintre Pierre Eugène Montézin, de 21 ans son aîné, qu'il appellera "Patron" et qui lui apprend  peindre les nuages. Il se trouve entraîné dans un groupe de peintres paysagistes qui le conseillent et l'encouragent et devient, en 1927, sociétaire des Indépendants où il rencontre les peintres Maximilien Luce et Signac, ce qui l'incite à travailler pour le Salon. Ses activités professionnelles lui prennent beaucoup de temps et il passe tous ses dimanches à peindre et, à la belle saison, part au petit jour avec son chevalet dans la campagne environnante. Il lui arrive aussi de prendre son usine pour sujet.
En 1930, il entre à la Société des artistes français et en 1932 il expose à Strasbourg à la galerie Aktuaryus en compagnie du sculpteur sur cristal Aristide Colotte.
En 1933, il participe à l'exposition de peinture et sculpture qui se tient au musée de Dreux où sont également présentées les œuvres d'un grand nombre d'artistes dont Montézin, Bertram, Désiré-Lucas, Tigrane Polat, René Juste, Prévost-Valeri. L'année suivante, il participe à une exposition plus intime à la galerie François Bâton avec Poilat, Pfeiffer et Montézin.
En 1936, il expose deux toiles au Salon des artistes français : Le boulevard Louis-Terrier à Dreux et L'église Saint-Pierre de Dreux pour lesquelles il obtient une médaille d'argent.

### Seconde Guerre mondiale
En 1939, le peintre Paul-Émile Pissarro, lui confie pour quelque temps la garde de 36 œuvres de son père Camille Pissarro. Avec la débâcle de 1940, Bellanger les emmène à Bordeaux où sa famille s'est réfugiée. Elle reviendront à Dreux pour y passer une bonne partie de la guerre jusqu'en 1943 où Bellanger les rendra à son propriétaire.
En 1944, sa maison et ses ateliers de machines agricoles sont totalement détruits par l'aviation anglaise et leur reconstruction accapare son énergie pendant un certain temps. Il préside, dans le cadre de l'association des sinistrés de Dreux, la commission aux intérêts commerciaux et artisanaux qui s'est créée en septembre 1944.

### Après la guerre
En 1946, il revoit le peintre néerlandais Antoon Kruysen revenu habiter la région et fait avec lui un voyage aux Pays-Bas. Bellanger développe après la guerre un style assez sombre, marqué par Vlaminck.
En avril 1946, il organise à ses frais une exposition de tableaux, dont les siens, au Musée de Dreux au profit de la Croisade pour l'Air Pur de l'Entr'Aide Française. On peut notamment y voir des œuvres de Vlaminck, Montézin, Kruysen, Lamolla, René Juste et Clochard.
En 1947, ses œuvres sont exposées dans les salons de l'Hotel de France à Chartres, organisée par le critique d'art Roger-Louis Pillet avec celles des peintres Antoon Kruysen, William Clochard, Marcel Parturier et André Jean.
En 1949, invité par son ami drouais Maurice Leloup (1901-1966) dans son domaine viticole de Béziers, il se rend dans le Midi et y peint la cathédrale de Béziers, ainsi que ses environs, notamment une rue de Magalas (Hérault) et le domaine viticole de Petit, sur les hauteurs de Boujan-sur-Libron, appartenant à son ami Maurice Leloup.
Rentré en Eure-et-Loir, il peint beaucoup Dreux et sa région en particulier Cherisy à toutes les heures de la journée, à toutes les saisons.
En 1954, il participe pour la première fois avec 37 toiles à une exposition particulière à la Galerie Barbizon, rue des Saints-Pères à Paris. Après un accident qui l'immobilise deux mois pendant lesquels il ne peint que des bouquets en atelier, il décide d'aménager son véhicule particulier en « atelier roulant », ce qui lui permettra de peindre des paysages par tous les temps.
Il se rend à Venise et à Florence en 1958 et l'année suivante expose à Rouen à la Galerie Prigent et à Paris à la galerie Jean de Ruaz. Cette dernière est inaugurée par l'ancien secrétaire d'Etat chargé des Beaux-Arts André Cornu qui dans la préface du catalogue écrit : « Bellanger n'appartient pas à la cohorte des peintres maudits. Sa passion de la peinture, née si précocement qu'elle semble une prédestination, et à laquelle il s'est abandonné avec une patiente joie n'a fait de lui ni un ivrogne, ni un dévoyé, ni un amoral. Ne craignons pas de le dire, il est de bonne fréquentation et mène ses entreprises avec une tranquille efficacité : exactement de quoi rebuter les amateurs de malédiction qui chercheraient la tare révélatrice du génie. Travailleur acharné, il mène son œuvre avec la puissance et la réflexion qui sont les vertus du paysan ou du marin qui connaissent le poids des réalités naturelles et savent qu'on ne ruse pas avec elles. Sa hardiesse et son équilibre confèrent à ses toiles l'étonnante fascination qu'elles exercent. Son sentiments de la nature est si noble et si pur qu'il apparaît comme une émanation sensible des valeurs fondamentales de tout être de "bonne volonté" comme une résurgence de l'amour voué instinctivement à la contrée qui l'a vu naître... »
En juin 1960, il expose vingt-huit toiles, dont huit hors catalogue, à la Galerie Jean de Ruaz, 31, avenue de Friedland à Paris sur le thème La Seine de Paris au Havre : effets de brume à Rouen, clarté diffuse du matin au Havre, le pont de Limay, Château-Gaillard, Pont-de-l'Arche, Elbeuf, Les Mureaux, etc.. Il part ensuite peindre en Bretagne. Les paysages qu'il en ramène témoignent de l'épanouissement de son art. Bellanger a désormais trouvé son style dans ces peintures au couteau dont les teintes lumineuses sont rehaussées de couleurs vives. Toujours en 1960, il expose au Musée d'Orléans avec les Artistes Orléanais et voyage en Espagne où il s'installe pour peindre sur la Costa Brava.

### Menacé
Le 13 avril 1960, il reçoit une lettre de  menaces, suivie d'une seconde lettre reçue le 25 avril, à l'encontre de ses cinq petits-enfants, lui demandant de déposer la somme de 10 000 francs au pont de l'Arche du Gazon à Dreux. Il dépose une boîte pleine de papiers à l'endroit demandé, mais ayant prévenu la police, celle-ci arrête deux personnes : Jacques Bontemps, 25 ans, né à Paris, employé à la Radiotechnique et Jean Cattafesta, 26 ans, d'origine italienne. Bontemps expliquera qu'il n'aurait jamais mis ses menaces à exécution, mais qu'il avait besoin d'argent pour se sentir l'égal de son amie institutrice parisienne : « je ne veux pas que tu sois un serrurier, lui écrivait-elle, mais un dessinateur, un ingénieur. Un homme ne travaille pas avec ses mains, mais avec son esprit ». Il demande pardon à René Bellanger. Il est condamné à quatre ans de prison, son complice à quinze mois.

### Les voyages
En 1961, il se rend en Brière où il peint avec enthousiasme la région, en Italie, à Majorque (Espagne), dans le sud du Finistère (Bretagne) et dans la Creuse et passe par le Sancerrois au retour.
L'année 1962 est également l'occasion de plusieurs voyages : en mars : Nice et l'arrière-pays au printemps, avec un retour par Arles et ses environs. En juin : voyage à Schwäbisch Hall où il est reçu par le peintre et graveur Frank. Munich, où il visite la Pinacothèque. Il peint à Salzbourg, Innsbruck, etc. En juillet : il passe tout le mois à Obernai d'où il peut rayonner pour peindre les villages typiquement alsaciens. En octobre, il va de nombreuses fois à Vétheuil où les motifs chers à Claude Monet l'attirent toujours. Il y rencontre le peintre Lauvray.

### Chartres et Dreux
En 1963, il s'installe à Chartres en janvier pour plusieurs semaines et peint la cathédrale sous tous ses angles et sous toutes les lumières. Fin mars, il repart en Haute-Provence et dans le Vaucluse. Avril-mai : il voyage en Espagne. Juin : après quelques jours passés à Dreux, Bellanger s'installe à Honfleur chez l'habitant pour peindre. Juillet : c'est à nouveau la Bretagne en direction de Ploudalmézeau.
En septembre, il part pour Rodez, où il est invité par monseigneur Ménard, évêque de Rodez, originaire de Dreux. Il y peint la cathédrale et la tour, puis descend sur Conques.
Il passe l'hiver 1963-1964 à Dreux où il peint sans cesse et prépare une grande exposition de 114 toiles qui a lieu à Chartres en avril. Après celle-ci, il part avec son épouse pour un mois au Portugal d'où il ramène une série de paysages de Nazaré. À son retour, en juin 1964, il part seul peindre un mois à Doëlan et Moëlan-sur-Mer, il écrit dans son journal : « Je suis avec deux autres peintres à l'hôtel, je suis heureux ».
En septembre 1964, des vertiges subits et troubles d'ordre général apparaissent, René Bellanger est transporté à l'hôpital du Kremlin Bicêtre, puis, en raison de l'aggravation de son état à celui de Lariboisière où il décède le 5 décembre 1964 à l'âge de 69 ans.
Ses obsèques ont lieu le mercredi 9 décembre 1964 à partir de 10 h à l'église Saint-Pierre de Dreux auxquels assiste une foule considérable dont Thérèse Mathon, veuve de Maurice Viollette, et Edmond Thorailler.
À l'abri du besoin, René Bellanger préférait ne pas vendre ses tableaux, déclarant : "Je préfère ne pas vendre, c'est beaucoup mieux, on me connaîtra plus tard, après ma mort comme Monet et tant d'autres."

## Expositions
- 1932 : Strasbourg, galerie Aktuaryus
- 1934 : Strasbourg, galerie Aktuaryus
- 1954 : Paris, galerie Barbizon, 71, rue des Saints-Pères
- 1959 : Paris, galerie Prigent, 37, rue Percière
- 1959 : Paris, galerie Jean du Ruaz, 31, avenue de Friedland
- 1960 : Paris, galerie Jean du Ruaz, 31, avenue de Friedland, (du 9 au 25 juin), La Seine, de Paris au Havre.
- 1960 : Orléans, musée
- 1961 : Paris, galerie Jean du Ruaz, 31, avenue de Friedland (du 3 au 17 juin), toiles du Val de Loire.
- 1964 : Chartres, Chambre de Commerce, (du 18 au 27 avril), 114 toiles
- 1965 : Paris, salon des Indépendants
- 1966 : Dreux, musée d'Art et d'Histoire
- 1967 : Paris, galerie Jean du Ruaz, 31, avenue de Friedland (du 18 mai au 10 juin)
- 1979 : Paris, galerie Denise Valtat, 59, rue de la Boétie (du 6 au 30 mars)
- 1982 : Dreux, musée d'Art et d'Histoire (du 2 au 19 mai 1982)
- 1990 : Granville, hôtel des ventes
- 1995 : Dreux, chapelle de l’Hôtel-Dieu[15]
- 2010 : Dreux, musée d'Art et d'Histoire[16]

## Hommages
- Une rue porte son nom à Dreux[17]

### Sources
- Musée d'Art et d'Histoire de Dreux